# 보잉 F-15EX
보잉 F-15EX는 보잉사가 맥도널 더글러스 F-15 이글중 E형을 기반으로, 헌터 킬러 개념에 맞춰 개발한 기종이다.  보잉사는 미 공군이 국방을 위해 매년 72대의 전술기를 구매해야 한다고 언급한다.

## 역사

### 배경

#### F-15SE의 실패
2013년 보잉사는 세계적인 美 무기 고객인 한국에게 레이더 탐지거리 200km인 F-15SE 사일런트 이글을 판매하려 시도했었다. 그러나 한국은 록히드마틴사의 F-35A를 구매했고, F-35A 40대에 이어 20대 추가구매와 한국형 경항모 도입에 따라 F-35B를 12대~최대 20대까지 도입하는 방안을 논의하게 됐고, F-15SE와 보잉사는 입찰 패배를 맛봐야 했다.

#### F-15 업그레이드
미국은 보잉 F-15EX 도입을 결정한다. 보잉사의 F-15 전투기 프로그램 담당 매니저는 보도자료를 내고, “F-15EX는 F-15 계열 가운데 가장 첨단의 기종이며, 작전반경이나 무기 적재량, 가격 등 모든 부분에서 미 공군의 훌륭한 선택이 될 것”이라고 밝혔다. 당초 미 공군이 요구한 F-15EX의 구매 수량은 144대였다. 미 공군은 F-15C/D는 물론 F-15E 전투기 대체용으로 F-15EX를 점찍었고, 지난해부터 최소 144대의 F-15EX 구매를 정부에 요구해 왔었다. F-22와 F-35를 가지고 있는 미 공군이 이전 세대인 F-15EX 전투기 구매를 요구한 이유는 헌터 킬러 개념에서 5세대 전투기가 헌터 역할을 하기에, 그에 맞는 킬러 역할을 할 기체가 필요했기 때문이다. 신형 레이더는 280km를 탐지하는 것으로 추정된다.

##### F-15 시리즈의 부활의 이유
카타르에 수출하는 72기의 보잉 F-15QA는 F-15EX와 90%의 부품을 공유할 수 있어 호환성이 높다. 따라서 미 공군이 F-15를 계속 구매하면 규모의 경제에 따라 단가가 낮아지고 무기의 가성비가 높아지는 이점이 있으며, 비스텔스기가 필요한 전장도 아직 많기 때문에 F-15의 수요가 여전히 대단하다.

#### F-15 2040C와의 차이점
F-15 2040C 또한 F-15 시리즈를 업그레이드해서 장수할 수 있게 해주는 프로그램으로 F-15EX와는 같지만, 보잉사가 맡고 있는 이 두개의 사업은 엄연히 별개의 프로그램이다. F-15 2040C 업그레이드는 F-15C의 미사일 부하를 8 발에서 16 발로 두 배로 늘리고, AN/APG-63(v)3 AESA 레이더로 개량하는 사업이다. 기존의 공군이 쓰던 F-15C를 개량하는 사업이고, F-15EX 프로그램은 새로운 전투기를 처음부터 생산해낸 기체라는점에서 엄연히 다르다. 달라진 F-15C 시리즈는 생존성이 향상됐고 신형 AIM-120 암람, AIM-9X 사용이 가능하여 공대공 전투능력이 나아진다.

#### 한국의 업그레이드
F-15K 60대를 일본보다 우수한 사양인 AN/APG-82(V)1 레이더, 디지털 전자전 시스템과 신형 임무컴퓨터 등을 적용해 개량하려면 대당 400~500억 원 가량의 비용이 들어갈 것으로 추산된다. 4.5세대 전투기는 4세대 전투기를 상대로 압도적인 우위를 점한다는 사실, 4.5세대 전투기 평균가격이 1,000억원~1,400억원인 사실을 볼 때, 대당 400~500억 원 가량의 비용 지출을 해서 원래 있던 비행기를 개조하는 건 비싼 비용이 아니라 오히려 가성비가 높다. 하지만 업그레이드에 인색한 한국 국방부 특성상 레이더만 교체될 것이고, 파일런의 증설은 없을것으로 추정된다.

##### 미국의 기술 통제
많은 미국제 수입산 무기들은 일부 전쟁에서 중요한 전략적 위치를 가졌을 경우, 거의 다 미국의 영향력과 통제 하에서 운용하는 경우가 대부분이다. 2005년에 도입한 F-15K가 10년이 지나서야 2015년에 한국 내에서 수리할 수 있게 됐다.

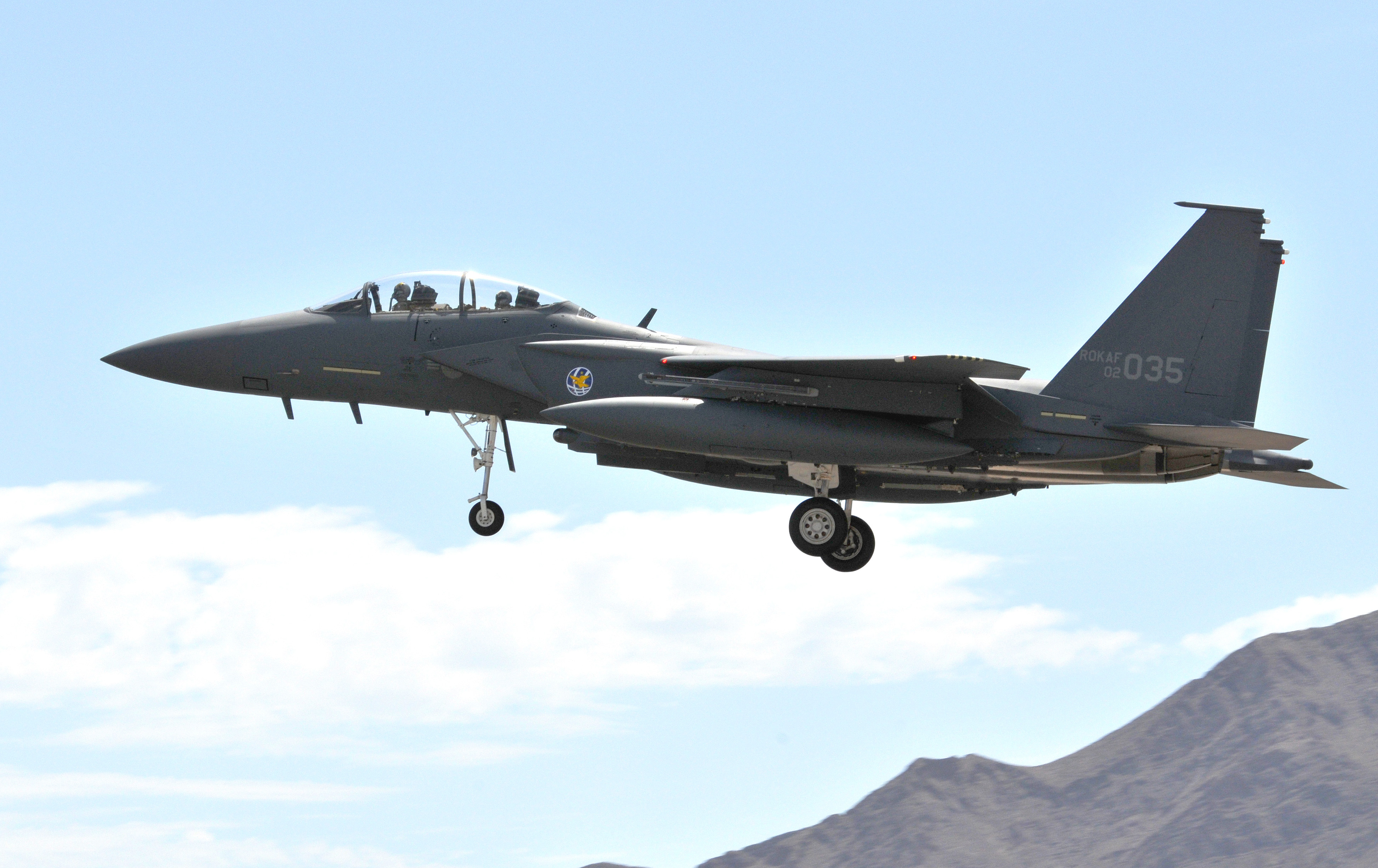
동북아시아 최강 전투기, F-15K가 등장했을 때는 미국이 F-15C 개량에 적용하려다 취소됐던 신기술들이 적용되어 강력한 성능으로 출시하여 동북아시아에서 높은 위상을 가졌던 전투기였다.

## 특징·제원

### 전자장비(Avionics)
F-15EX가 가진 전자장비와 레이더론 AN/APG-82(v)1 센서가 있는데, 280km의 탐지거리를 갖고 있다. 적외선 탐지장비도 구형 F-15보다 진보된 것이 나온다. 타이거 아이를 가진 덕분에 일본에 비해 야간 교전 능력에서 앞섰던 한국 보잉 F-15K 슬램 이글 기종보다도 야간 교전 능력이 앞선다. AN/APG-82(v)1 센서는 조기에 적의 움직임을 감지하여 교전 능력을 향상시켜 준다.

### 가격
8대 첫 주문가격은 12억 달러다. 1조4,000억원에 8기면 1,750억원 내외인데, 향후 세자리 수를 양산하여 단가가 1,000억원으로 떨어지면 같은 4.5세대 비교기종인 유로파이터 타이푼보다 저렴한 기종이 된다. 공군은 2021 회계 연도에 F-15EX 12 대를 추가로 구매하고 2022년부터 2025년까지 64 대를 추가로 구매할 계획이다. 보잉은 200대까지 옵션을 열어두고 있으나, 미국은 144대까지를 마지노선으로 보며 계약하고 있다.

## 같이 보기
- 맥도널 더글러스 F-15 이글
- 보잉